# Славица (филм)
Славица је југословенски партизански црно-бели филм из 1947. године који је написао и режирао Вјекослав Афрић. Описан у савременим текстовима као „наш први уметнички филм”, Славица је био први југословенски послератни дугометражни филм, први дугометражни филм београдског студија Авала филм као и зачетник жанра партизанског филма.
Радња филма, базирана претежно на Африћевом искуству у Народноослободилачкој борби, прати отпор далмацијских Југословена против окупационих италијанских снага. Насловну улогу тумачи Ирена Колесар, док споредне улоге тумаче Јозо Лауренчић, Маријан Ловрић, Браслав Борозан и Дејан Дубајић. Филм је сниман током 1946. године на хрватском приморју, а музику филма је компоновао Силвије Бомбардели.
Филм је први пут приказан 13. маја 1947 године у Београду и био је колосални комерцијални успех. За годину дана, филм је погледало преко два милиона гледалаца у Југославији, а приказиван је успешно и у Мађарској, Чехословачкој, Италији и Бугарској. Критички, Славица је поделила мишљење филмских стручњака. У недељама након премијере, такозвани „партијски” критичари хвалили су филм и његове идеале, док су у месецима након премијере критичари сматрали да је филм превише наиван и аматерски када се упореди са светским стандардима. Данас је критичко мишљење о Славици претежно негативно, и филм се сматра значајним само због свог статуса прве „домаће” продукције.

## Радња
Радња филма је смештена у Југославији, у Далмацију пред сам почетак Другог светског рата. Славица, сиромашна девојка и Марин, млади рибар, се суочавају са великим проблемима у својој средини који не одобравају њихову љубав због класне подељености друштва. Када се у Далмацији подиже устанак против италијанске окупационе власти, њих двоје, заједно са групом задругара се придружују том устанку и сакривају тек саграђени рибарски брод, како би га предали партизанима. Окупатор их заробљава, али их партизани ослобађају и они се прикључују партизанском покрету и учествују у низу акција. У једној бици на мору, Славица гине, а њихов брод, један од зачетака југословенске ратне морнарице, добија њено име.

## Улоге

### Главне улоге
- Ирена Колесар — Славица
- Јозо Лауренчић — Стипе
- Маријан Ловрић — Марин

### Споредне улоге
- Браслав Борозан — Станко
- Дејан Дубајић — Парон
- Дубравко Дујшин — Шиме
- Љубиша Јовановић — Иво Марушић
- Марко Маринковић — Агент
- Царка Јовановић — Луце
- Јожа Рутић — Никша
- Ивка Рутић — Марија
- Андро Марјановић — де Скарпи
- Предраг Марковић Миланов — Жупник
- Јозо Бакотић
- Иво Марјановић
- Тана Маскарели
- Божа Николић

## Настанак
Славица је настао као први дугометражни играни пројекат државног филмског предузећа, Авала филм. Авала филм, настао годину дана пре премијере Славице, је пре тог филма искључиво креирао краткометражне и документарне филмове посвећене Народноослободилачкој борби. 
Филм је написао и режирао Вјекослав Афрић, хрватски позоришни редитељ и глумац, који је искуство режирања филмова стекао као асистент режисера Абрахама Рома на сету филма У планинама Југославије, совјетског филма који је сниман у Југославији. Афрић је тврдио да је прича Славице била осмишљена већ у априлу 1945. године.
Поставу филма, Афрић је бирао из редова Хрватског народног казалишта. Ирена Колесар је имала двадесет и једну годину када је кастована у улогу Славице. Она је, након рата (у којем је учествовала као члан СКОЈ-а), била активна у Хрватском народном казалишту и једног дана после пробе је нашла цедуљицу на вратима свог стана на којој је писало: „Јави се Вјеки Африћу.” У интервјуу за часопис Старт 1972. године, Ирена је о улози рекла: „Није ми било тешко прихватити улогу. Атмосфера у филму је била иста онаква на какву сам се у рату навикла. Играла сам улогу дјевојке каква сам стварно тада и била. Тај лик Славице остао ми је у драгој успомени, она је дио моје чисте љубави.”
Снимање Славице отпочето је 22. јула 1946. године у Трогиру и наставило се до септембра те године, на хрватском приморју, најпре у Сплиту и Стобречу. Филм је сниман на микро-буџету од четири милионе старих динара, и са ограниченом технологијом. Током снимања, Афрић је сломио ребро, а продукција је морала да се заустави у једном тренутку због недостатка ресурса. Ирена Колесар је плаћена дневницама (не и хонораром) док су други глумци плаћени боновима и одећом. О снимању, Афрић је рекао: „Створили смо први филм, готово без техничких средстава. Имали смо свега две камере и мало искуства. Но ипак смо хтели да створимо први филм. [...] Каквих је све тешкоћа било! Ми смо углавном успели, но тек кад је филм изишао могли смо да уочимо све грешке које су биле почетничке.”
Низак буџет продукције и кратак рок за снимање, приморао је филмску екипу да импровизују у многим сценама. Уместо филмских рефлектора, коришћена су огледала и рефлектори узети са војних бродова, док су камере биле репортажне, а не филмске. За сцену потапања брода, креирана је макета од два метра која је потопљена у базену за добијање соли. Афрић је о процесу снимања потапања рекао: „Како је смијешно изгледала та „битка” у базену! Три дана смо снимали „битку” која на филму не траје ни пуне три минуте.”
Учестовање у снимању Славице је сматран за национални понос, па су продукцији помогли, између осталог и, Југословенска народна армија и чланови Корпуса народне одбране Југославије који су продукцији позајмили униформе, бродове и стокове трофејног оружја. Преко десет хиљада Сплићана се одазвало на оглас који је тражио статисте за коначну сцену ослобођења Сплита.

## Критика и пријем

### Премијера
Славица никад није имао званичну премијеру већ је први пут приказан 13. маја 1947. године у биоскопу „Балкан” у Старом граду и био је невиђени комерцијални успех за, тада тек насталу, југословенску филмску сцену. За нешто више од месец дана, филм је у Београду погледало сто седамдесет и три хиљаде људи, док је за годину дана, филм погледало преко два милиона гледалаца у Југославији. О успеху филма, Владимир Балашћак, аутор монографије о Ирени Колесар, је написао: „Том народу измученом од рата, Славица је дошла као мелем на рану.”
Након домаћег успеха, филм је, 1948. године, емитован и у Бугарској, Чехословачкој и Мађарској, где је такође доживео успех код публике. Годину дана касније филм је емитован југословенској дијаспори у у Сједињеним Америчким Државама, у Њујорку и Чикагу. Славица је такође планирана да се емитује у Пољској, али је пољска влада из политичких разлога одбила филм, навевши ипак да је њихова публика сита ратних филмова.
Филм се са прекидима емитовао у југословенским биоскопима до 1972. године.

### Критике
Критичар „Борбе”, Ели Финци је о филму написао: „Филм Славица и поред својих, не малих недостатака, представља једно значајно остварење наше младе, технички још недовољно снабдевене филмске уметности.”
Док је реакција владајућег режима и гледалачке публике била универзално позитивна, филмски теоретичари и критичари су имали негативније реакције. У дискусији о приказивању филма (панел округли сто „Борбе”), филмски стручњаци (између осталог Богдановић, Клајн, Глигорић, Стипилиновић и други) су рекли: „Није то пут којим желимо да иде југословенски играни филм.”
Филмолози су у годинама након његовог изласка, били критични према филму. Филмски теоретичар Вицко Распор је, у дискусији о каријери Вејкослава Афрића (и фокусом на неуспех његовог последњег филма Хоја! Леро!), написао о Славици: „Славица – [Африћев] највећи филмски успјех остат ће у хисторији наше кинематографије више симбол рађања једне нове умјетности [...] него дјело које би у занатско–умјетничком смислу могло да буде трајнији оквир наше, први пут са филмског екрана, проговорене ријечи.”
Историчар и теоретичар уметности Жика Богдановић је у ретроспективи о југословенском ратном филму написао: „Иако је први југословенски ратни филм Славица, био назван по имену главне јунакиње, он још увек није био отишао даље од намере, да општу тему и опште место изрази кроз један изузети лик, при чему тај лик није био личност, већ доста непрецизан и фиктиван симбол саме Револуције.”

## Награде
Након успеха филма, Министарство просвете републике Србије је дало овлашћење Авала филму да додели награде филмској екипи Славице.
| Добитник         | Вредност новчане награде |
| ---------------- | ------------------------ |
| Вјекослав Афрић  | 30.000 старих динара     |
| Жорж Скригин     | 15.000 старих динара     |
| Ирена Колесар    | 15.000 старих динара     |
| Маријан Ловрић   | 15.000 старих динара     |
| Љубиша Јовановић | 15.000 старих динара     |
| Дубравко Дујшин  | 10.000 старих динара     |
| Божидар Николић  | 10.000 старих динара     |
| Јозо Лауренчић   | 10.000 старих динара     |
| Царка Јовановић  | 10.000 старих динара     |
| Јожа Рутић       | 10.000 старих динара     |
| Дејан Дубајић    | 10.000 старих динара     |
| Ивка Рутић       | 10.000 старих динара     |

Те исте, 1948. године, Комитет за културу и уметност владе ФНРЈ је доделио новчане награде.
| Добитник        | Категорија                               | Вредност новчане награде |
| --------------- | ---------------------------------------- | ------------------------ |
| Вјекослав Афрић | Друга награда за режију уметничког филма | 45.000 старих динара     |
| Царка Јовановић | Филмска глума − прва награда             | 35.000 старих динара     |
| Божа Николић    | Филмска глума − друга награда            | 20.000 старих динара     |